# Viola da gamba (regiszter)
Viola da gamba - orgonaregiszter; német nyelven, de ugyanez a regiszter német nyelven lehet „Streichflöte” vagy „Silbermanngambe”. A „Silbermanngambe” egyértelműen utal arra, hogy ezt a regisztert először Gottfried Silbermann késő barokk német orgonaépítő alkalmazta először. Innen az organológia regisztert Gottfried Silbermann-tól számítja napjainkig. Ez a regiszter kizárólag 16’, 8’, 4’ és 2’ magasságban készül, kevertként soha. Anyaga horgany, ón vagy tölgyfa; jellege nyitott; alakja henger vagy hasáb; hangja zengő vonós.